# Острый соус
О́стрый со́ус — соус, основой которого является красный перец либо какой-то другой из сортов перца, обладающих жгучим вкусом, вызываемым обычно капсаицинами , с чесноком аллицином Может включать другие ингредиенты. Имеет огромное множество разновидностей, многие из которых производятся промышленным образом.
Острые соусы пользуются широкой популярностью во многих кухнях мира. Они используются как при приготовлении блюд, так и в качестве приправы или дипа для готовых кушаний.

## История
Люди использовали перец чили и другие острые специи на протяжении тысячелетий. Жители Мексики, Центральной Америки и Южной Америки питались перцем чили более 6000 лет назад. В течение продолжительных контактов с Испанией и Португалией в 16 веке американское растение через Европу попало в Африку и Азию и изменено путем селекции. Один из первых коммерчески доступных в Америке горячих соусов в бутылках появился в 1807 году в Массачусетсе. Однако немногие из ранних брендов 1800-х годов сохранились до наших дней. Соус Табаско — самый ранний узнаваемый бренд в индустрии острых соусов США, появившийся в 1868 году. По состоянию на 2010 год это была 13-я самая продаваемая приправа в Соединенных Штатах, на 12-м месте находился соус Frank's RedHot Sauce, который был первым соусом, использованным для создания крыльев буффала.

## Ингредиенты
Существует множество рецептов острых соусов, но во все их входит красный перец, называемый также чили. Самые простые из них включают только красный перец, соль и уксус, в других используются фрукты или овощи в качестве основы, а перец чили добавляется для остроты. Производители используют множество различных процессов от выдержки в контейнерах, до пюреирования и варки ингредиентов для достижения желаемого вкуса. Из-за оценок по шкале Сковилла более острые перцы, такие как перец-призрак или перец Хабанеро иногда используются для приготовления более острых соусов. В качестве альтернативы можно использовать другие ингредиенты для дополнительной остроты, например, чистый экстракт капсаицина и или горчичное масло. Другие распространенные ингредиенты соуса включают уксус и специи. Уксус используется в основном как натуральный консервант, но ароматизированные уксусы могут использоваться для изменения вкуса.

## Стили

### Америка

#### Белиз
Белизские острые соусы обычно очень острые, и в качестве основных ингредиентов используются хабанеро, морковь и лук. Marie Sharp’s — популярный бренд острого соуса, производимого в Дангриге.

#### Карибский бассейн
Соусы из острого перца широко используются в карибской кухне. Их готовят из перца чили и уксуса с добавлением фруктов и овощей для дополнительного аромата. Чаще всего используются перцы хабанеро и скотч боннет, последний из которых наиболее распространен на Ямайке. Оба перца очень острые. С годами на каждом острове были разработаны свои уникальные рецепты, и домашние соусы все еще распространены.

##### Тринидад
Тринидадский скорпион считается одним из самых популярных и плодородных перцев чили, и в основном его культивируют и гибридизируют в Соединенных Штатах, Великобритании и Австралии.

##### Барбадос
Bajan — острый соус на основе горчицы и болгарского перца.

##### Гаити
Соус Ti-malice обычно готовят из хабанеро, лука-шалота, сока лайма, чеснока и иногда помидоров.

##### Пуэрто-Рико
- Софрито — маленькие перчики с семенами аннато, листьями кориандра, луком, чесноком и помидорами.
- Соус пике — это пуэрториканский острый соус, приготовленный путем замачивания острого перца в уксусе.
- Соус Don Ricardo Original Pique, в который добавляют ананас, является важным продуктом питания в Пуэрто-Рико[источник не указан 1502 дня]. Дон Рикардо придумали в Utuado — муниципалитет Пуэрто — Рико расположен в центральной горной части острова, известный как La Cordillera Central[уточнить].

##### Ямайка
- Скотч-боннет — самый популярный перец, используемый на Ямайке.
- Соус Pickapeppa — ямайский соус.

#### Чили
Самый популярный соус — это соус Diaguitas, сделанный из чистого красного (очень острого) или желтого (острого) чилийского перца, смешанного с водой и солью. Другие острые соусы готовятся из перцев puta madre, cacho de cabra, rocoto, oro и cristal, смешанных с различными ингредиентами. Мягкие острые соусы включают в себя сливочный соус (например, ají crema) или соус в стиле пебре от многих местных производителей, различающихся по степени остроты и качества.

#### Мексика
Мексиканская кухня чаще включает просто нарезанный перец чили, но когда используются острые соусы, они обычно больше ориентированы на вкус, чем на сильную остроту. Перец чипотле — очень популярный ингредиент мексиканского острого соуса. Уксус в мексиканских соусах используется редко или совсем не используется, но существуют и такие, которые содержат большое количество уксуса, как например в американских соусах в луизианском стиле. Некоторые острые соусы могут включать в себя семена популярного растения аннато для придания нужного цвета или аромата. Процесс адобо (маринование) использовался в прошлом в качестве консерванта, но теперь он в основном используется для улучшения вкуса перца, и они начали больше полагаются (это на каком языке?) на использование уксуса. Соусы в мексиканском стиле в основном производятся в Мексике, но имеется и несколько международных компаний, выпускающих такие соусы. Испанский термин для обозначения соуса — сальса, в англоязычных странах он обычно относится к острым соусам на томатной основе, типичным для мексиканской кухни. Есть много видов сальсы, которые обычно различаются по всей Латинской Америке.
- Буффало — популярный мексиканский соус.
- Острый соус Cholula — известен своей культовой круглой деревянной крышкой.
- Валентина — традиционный мексиканский соус.

#### Панама
Традиционный панамский острый соус обычно готовят из перца Ахи Чомбо, скотч-боннет. Picante Chombo D’Elidas — популярный в Панаме бренд с тремя основными соусами. Желтый соус, приготовленный из хабанеро и горчицы, является наиболее узнаваемым. Они также производят красные и зеленые сорта с более большим содержанием уксуса и без горчицы. Хотя большей части панамской кухни не хватает специй, D'Elidas считается настоящим панамским острым соусом, который обычно подают с рисом с курицей или с супами.

#### Соединенные Штаты
В Соединенных Штатах коммерчески производимым соусам чили присваиваются различные оценки качества. Эти оценки качества включают US Grade A (также известный как US Fancy), US Grade C (также известный как US Standard) и Substandard. Критерии оценки пищевых продуктов для соусов чили в США включают окраску, консистенцию, характер, отсутствие дефектов и вкус.
Часто используются такие разновидности перца, как кайенский перец, чипотле, хабанеро и халапеньо . Некоторые острые соусы, особенно соус Табаско, выдерживаются в деревянных бочках, как при приготовлении вина и ферментированного уксуса. Иногда для придания аромата, смягчения остроты перца и густоты соуса используются другие ингредиенты, включая фрукты и овощи, такие как малина, манго, морковь и тыква чайот. Острые соусы, именуемые artisan, производятся более мелкими компаниями и частными торговыми марками. Они выпускают небольшие партии соуса с самыми разными вкусами. У многих соусов есть своя тема, привлекающая внимание потребителей. Очень мягкие соус чили производится Heinz и другими производителями и часто встречается в кулинарных книгах США. Этот соус чили основан на помидорах, зеленом и / или красном болгарском перце и специях; и содержит немного перца чили. Этот соус больше похож на томатный кетчуп и коктейльный соус, чем на соусы на основе перца чили.
Растёт популярность соуса сирача, который производится в Калифорнии компанией Huy Fong Foods.

##### В стиле Луизианы
Острый соус в стиле Луизианы содержит красный перец чили (наиболее популярны табаско и / или кайенский перец), уксус и соль. Иногда используется ксантановая камедь или другие загустители.
- Острый соус Луизиана, представленный в 1928 году, готовится на основе кайенского перца. Его приготовила компания Southeastern Mills, Inc. в Новой Иберии, штат Луизиана.
- Crystal Hot Sauce — бренд острого соуса в стиле Луизианы, производимый семейной компанией Baumer Foods с 1923 года.
- Соус табаско — самый узнаваемый бренд в индустрии острых соусов, появившийся в 1868 году.
- Frank’s Red Hot — утверждается, что это первый соус для крылышек Буффало
- Texas Pete — представлен в 1929 году, разработан и произведен компанией TW Garner Food Company в Уинстон-Салеме, Северная Каролина.
- Соусы Trappey’s Hot Sauce — компания была основана в 1898 году.
- Вода с перцем чили, используемая в основном на Гавайях. Делается из цельного перца чили, чеснока, соли и воды[10].

##### Нью-Мексико
Соусы чили в стиле Нью-Мексико отличаются от других тем, что не содержат уксуса. Почти каждое традиционное блюдо в Нью-Мексико подается с красным или зеленым соусом чили. Соус часто добавляют к мясу, яйцам, овощам, хлебу.
- Зеленый чили: этот соус готовится из любых обжаренных на огне местных зеленых перцев чили, распространены сорта Хэтч, Санта-Фе, Альбукерке Тортилья Компани, Буэно и Биг Джим. Кожуру снимают и перец нарезают кубиками. Лук обжаривают на сале и готовят заправку. После добавления в заправку бульона и перца чили соус загустевают. По консистенции он похож на густую подливку, куда его и добавляют. Он также используется в качестве сальсы.
- Красный чили: из смальца и муки готовят ру, в которое добавляют сушеные молотые стручки местного красного чили. После добавления воды соус загустевает.

### Другие

#### Австралия
В южной части Австралии исторически был доступен только табаско и средне-острые индокитайские соусы, однако в XXI веке там появились местные версии соусов из хабанеро и Trinidad Scorpion, а также привозные соусы.

#### Великобритания
Два самых острых перца чили в мире, Naga Viper и Infinity, были разработаны в Соединенном Королевстве. Они доступны в виде соусов, которые, как утверждается, являются самыми острыми натуральными соусами чили (без добавления экстракта перца). Naga Viper и Infinity считались двумя самыми горячими перцами чили в мире, пока Скорпионом Тринидад Моруга не превзошёл Naga Viper в конце 2011 года.

## Острота
Жар или ощущение жжения, возникающие при употреблении острого соуса, вызваны капсаицином и родственными ему капсаициноидами. Чувство жжения вызвано активацией капсаицином теплового и лиганд-зависимого ионного канала TRPV1 в периферических нейронах. Механизм действия заключается в химическом взаимодействии с неврологической системой. Хотя ощущение «жжения» не означает настоящего теплового воздействия, повторное и продолжительное употребление острых специй может нанести вред периферическим чувствительным к теплу нейронам, этот механизм объясняет, почему частые потребители специй становятся менее чувствительными как к специям, так и к остроте.
Кажущееся субъективным восприятие остроты острых соусов можно измерить по шкале Сковилла. Число по шкале Сковилла указывает, сколько раз что-то необходимо разбавить равным объемом воды. пока люди не перестанут ощущать какое-либо жжение от капсаицина. С научной точки зрения самый острый соус оценивается в 16 000 000 единиц Сковилла и представляет собой чистый капсаицин. Примером доступного на рынке соуса с таким уровнем остроты, является Blair (до 16 миллионов единиц Scoville в зависимости партии). Для сравнения, соус Табаско оценивается от 2500 до 5000 единиц Сковилла (в зависимости от партии) — с одним из самых мягких коммерчески доступных соусов, соусом для специй Cackalacky Classic Sauce Company, острота которого составляет менее 1000 единиц.

### Рейтинг
Общий способ оценить остроту соуса — взглянуть на список ингредиентов. Соусы, как правило, различаются по температуре в зависимости от вида перца, и чем дальше по списку, тем меньше перца в количестве.
- Кайенский перец — соусы, приготовленные из кайенского перца, включая большинство соусов в стиле Луизианы, обычно более острые, чем халапеньо, но более мягкие, чем другие соусы.
- Чили де арбол — тонкий и мощный мексиканский перец чили, также известный как чили с птичьим клювом и чили с крысиным хвостом. Их тепловой индекс составляет от 15 000 до 30 000 единиц Сковилла, но может достигать более 100 000 единиц.
- Habanero — перечные соусы Habanero были известны как самые острые натуральные соусы из перца, но в наши дни такие виды, как Bhut jolokia, Naga jolokia или Trinidad Scorpion Moruga, даже в пять или десять раз горячее.
- Халапеньо — эти соусы включают зеленый и красный перец халапеньо и чипотле (спелые и копченые). Зеленый халапеньо и чипотле — обычно самые мягкие из доступных соусов. Красный соус халапеньо обычно острее.
- Naga Bhut Jolokia — также известен как Bhut Jolokia или призрачный перец[13]. В 2007 году книга рекордов Гиннеса подтвердила, что перец-призрак (Бхут Джолокия) был самым острым перцем чили в мире, в 400 раз острее соуса Табаско; однако в 2011 году его заменил Trinidad Moruga Scorpion.
- Пири-пири — этот перец был натурализован в Южной Африке и разных её частях называется «африканский птичий глаз», «перец пири-пири» или «перец пили-пили». Перец варьируется от 1,2 до 2,5 см в длину и сужается к концу. Маленькая перчинка имеет рейтинг 175000 по шкале Сковилла, что недалеко от хабанеро, но перец пери-пери меньше по размеру и имеет совершенно другой вкус. Его чаще всего используют в остром соусе в сочетании с другими специями и приправами, потому что он имеет очень лёгкий свежий цитрусово-травяной вкус, который хорошо сочетается со вкусами большинства других ингредиентов[14].
- Scotch Bonnet — похож на хабанеро, популярен в Карибском бассейне. Часто встречается в ямайских острых соусах.
- Перец табаско — соусы, приготовленные из перца табаско, обычно более острые, чем соусы кайенского перца. Наряду с табаско, ряд соусов готовят из перца табаско.
- Скорпион Тринидада — перец размером с мяч для гольфа имеет нежный фруктовый вкус. По данным государственного института чили университета Нью-Мексико, смесь Trinidad Scorpion Moruga Blend достигает 2 009 231 ЕШС
- Каролинский жнец — очень острый перец, вкус которого описывают как жареный и сладкий, дающий мгновенный уровень остроты. Разработан в Puckerbutt Эдом Карри, проживающим в Рок-Хилле, штат Южная Каролина. Острота Каролинского жнеца составляет в среднем более 1,6 миллиона ЕШС, этот перец был награждён рекордом Книги Гиннеса в августе 2017 года[15].
- Экстракт капсаицина — ингредиент самых острых соусов. Входит в острые перечные смеси и продаётся в чистом виде. Эти соусы очень острые, и к ним следует относиться с осторожностью тем, кто не привык к сверхострой пище. Дозировка многих из них составляет 1—2 капли на кастрюлю еды. Такие соусы обычно продаются только в специализированных магазинах и обычно дороже прочих.
- Другие ингредиенты — на остроту также влияют другие ингредиенты. Можно добавить горчичное масло и васаби, чтобы усилить ощущение тепла, но, как правило, большее количество ингредиентов в соусе ослабляет эффект перца чили, что приводит к более мягкому вкусу. Многие соусы содержат помидоры, морковь, лук, чеснок или другие овощи и приправы. Уксус или лимонный сок также являются обычными ингредиентами многих острых соусов, поскольку их кислотность помогает предотвратить окисление соуса, тем самым действуя как консервант[16].

## Активные вещества
Капсаициноиды — это химические вещества, ответственные за «острый» вкус перца чили. Они жирорастворимы, поэтому при ожоге ими не помогает вода. Самый эффективный способ облегчить чувство жжения — употребление молочных продуктов, таких как молоко и йогурт. Содержащийся в молочных продуктах казеин связывается с капсаицином, что делает его менее доступным для рецепторов языка, а молочный жир помогает удерживать его во взвешенном состоянии. Рис также полезен для смягчения воздействия, особенно когда его добавляют в острую пищу. Эти продукты обычно входят в кухню культур, специализирующихся на использовании перца чили. Механическая стимуляция рта путем пережевывания пищи также частично маскирует болевые ощущения.